# Бріансон (округ)
Округ Бріансон (фр. Arrondissement de Briançon) — округ у Франції, в департаменті Верхні Альпи. 2023 року округ об'єднував 36 муніципалітетів, населення становило 33 576 осіб.
Адміністративний центр (супрефектура) — Бріансон.

## Муніципалітети
Список муніципалітетів округу та їхні коди INSEE:
1. Абріє-Ристола (05001)
2. Арв'є (05007)
3. Бріансон (05023)
4. Валлуїз-Пельву (05101)
5. Валь-де-Пре (05174)
6. Вар (05177)
7. Віллар-д'Арен (05181)
8. Віллар-Сен-Панкрас (05183)
9. Гіллестр (05065)
10. Егіль (05003)
11. Ейгльє (05052)
12. Ла-Грав (05063)
13. Ла-Рош-де-Рам (05122)
14. Ла-Саль-лез-Альп (05161)
15. Л'Аржантьєр-ла-Бессе (05006)
16. Ле-Віньо (05180)
17. Ле-Монетьє-ле-Бен (05079)
18. Молін-ан-Кейра (05077)
19. Мон-Дофен (05082)
20. Монженевр (05085)
21. Неваш (05093)
22. Пюї-Сен-П'єрр (05109)
23. Пюї-Сен-Венсан (05110)
24. Пюї-Сент-Андре (05107)
25. Реотьє (05116)
26. Ризуль (05119)
27. Сен-Веран (05157)
28. Сен-Клеман-сюр-Дюранс (05134)
29. Сен-Крепен (05136)
30. Сен-Мартен-де-Кейр'єр (05151)
31. Сен-Шаффре (05133)
32. Серв'єр (05027)
33. Сеяк (05026)
34. Фрессіньєр (05058)
35. Шамселла (05031)
36. Шато-Віль-В'єй (05038)